# Felicita Ferrero
Felicita Ferrero (Turín, 31 de diciembre de 1899 – Turín, 9 de febrero de 1984) fue una periodista y antifascista italiana, única hija de una familia de obreros.

## Biografía
Nació en Turín, en el barrio Barriera di Lanzo, el 31 de diciembre de 1899, hija única de una familia proletaria. Su padre, obrero y socialista, trabajaba en los talleres Officine di Savigliano, mientras que su madre trabajaba en casa cosiendo ropa. Al crecer en la periferia norte de Turín, en el actual barrio de Borgo Vittoria, vive desde muy joven las fuertes contradicciones sociales de las clases trabajadoras: la elevada conflictividad social entre las organizaciones obreras y la patronal se manifiesta a través de huelgas y piquetes frente a las fábricas, a menudo con violentos enfrentamientos con la policía y los esquiroles. Las actividades sindicales y políticas de su padre la llevaron a asistir desde muy joven a los debates organizativos, estratégicos y políticos en el seno del propio movimiento obrero, entre los socialistas de la Cgl (Confederación General del Trabajo) y los anarcosindicalistas de la Unione Sindacale.
En el periodo comprendido entre el estallido de la guerra y la entrada de Italia en el conflicto, asistió a mítines organizados por mujeres socialistas, como la dirigente Angelica Balabanoff, dirigidos principalmente a mujeres proletarias, con el fin de persuadirlas para que tomaran posiciones contrarias a la entrada de Italia en la Primera Guerra Mundial. En el verano de 1917 asistió a los mítines celebrados por una delegación socialista rusa: en la ola de entusiasmo por el desarrollo de los acontecimientos en la Rusia revolucionaria, las agitaciones contra la guerra, exacerbadas por las condiciones de las clases obreras, se afianzaron, dando lugar a los Levantamientos obreros de Turín de agosto de 1917. En aquel agitado periodo de lucha, frecuentando los círculos socialistas, conoció a Mario y Rita Montagnana, Luigi Longo y Teresa Noce, futuros cuadros comunistas. También durante la guerra, se inscribió en el club juvenil socialista 'Primo Maggio' (Primero de Mayo), un órgano colateral para el trabajo de masas que hacía referencia a la actual sección de la ciudad del Psi en la Camera del Lavoro. En este contexto se convirtió en secretaria del grupo de mujeres de su barrio, iniciando así su militancia política de base, afiliándose al partido en 1919. En la diatriba interna del Partido Socialista entre abstencionistas y electivistas, a propósito de las elecciones generales de ese mismo año, se adhirió a estos últimos.
Colaboró con Antonio Gramsci en el periódico L'Ordine Nuovo desde su fundación, el 1 de mayo de 1919, hasta 1920. A partir de ese momento se acercó a los círculos probolcheviques y al futuro núcleo comunista, acogiendo con entusiasmo las noticias, aunque fragmentarias, procedentes de la Rusia soviética, mientras asistía al fracaso de las Revoluciones en Hungría Baviera y el resto de la Alemania de la Espartaquistas, derrotada por el Frei Korps y el gobierno del Socialdemócratas. Durante los años del Bienio Rojo fue testigo de la experiencia --particularmente rica en la zona de Turín-- de los consejos de fábrica, dirigidos por delegados locales de la Fiom y vinculados al grupo de "L'Ordine Nuovo". El fracaso de la ocupación de las fábricas en Turín no hizo más que exacerbar el conflicto entre la dirección socialista reformista del partido (y en consecuencia la de los sindicatos) y el ala revolucionaria de la que surgió el componente adherido a la Comintern.
En enero de 1921, tras el XVII Congreso en Livorno del Partido Socialista y la escisión del Partido Comunista, se afilió al Partido Comunista de Italia y en mayo del mismo año fue convocada a Moscú como delegada de la juventud al III Congreso de la Internacional Comunista, participando en reuniones dirigidas a mujeres trabajadoras, teniendo así la oportunidad de conocer y escuchar a destacados exponentes como Lenin, Clara Zetkin, Aleksandra Kolontái y Trotski. De vuelta a Italia, con el ascenso del fascismo a la categoría de institución y el atentado contra Mussolini en Bolonia en 1926 se inició una fase de fascistización total de la sociedad y de represión más decidida del régimen, que hizo necesario pasar a la clandestinidad absoluta: por ello se le confió un papel organizativo en el Soccorso Rosso, la red de solidaridad para recaudar fondos destinados a ayudar a los comunistas encarcelados por el régimen y a sus familias.
En julio de 1927 fue detenida por la brigada política de los Carabinieri y conducida a las cárceles de Le Nuove, acusada de haberse afiliado al Partido Comunista y de apoyar económicamente a los antifascistas encarcelados y a sus familias. Juzgada en Roma por el Tribunal Especial, es condenada a seis años de prisión junto con su compañero Velio Spano, militante y futuro dirigente del PCI, e internada en la cárcel de mujeres de Trani, en un antiguo convento reconvertido en establecimiento penitenciario dirigido por monjas. Aquí compartió celda con Camilla Ravera, quien, sin embargo, envió un informe secreto al centro exterior del partido en París en el que la acusaba de haber mantenido relaciones condescendientes con las monjas y de asistir a algunas funciones religiosas. Liberada de la cárcel en noviembre de 1932, pocos meses antes del final de su condena, a raíz de una amnistía concedida con ocasión del décimo aniversario del régimen, regresó a Turín y reanudó su trabajo clandestino en el partido, donde, sin embargo, su comportamiento carcelario débil y condescendiente, señal de su cesión a las monjas durante su encarcelamiento, fue duramente contestado, y recibió una dura reprimenda del partido: una mancha en su carrera de militante comunista que no dejaría de reprochársele incluso más tarde.
En la primavera de 1933 consiguió expatriarse a Francia, incorporándose al Centro Exterior del partido en París y en verano, debido a su precario estado de salud, emigró a la Unión Soviética con la ayuda del Socorro Rojo Internacional (Mopr), internándose en un sanatorio cerca de Moscú. Tras su tratamiento, trabajó primero en una fábrica de muñecas y luego fue aceptada en la rama italiana de la Escuela Leninista, donde se formaban y seleccionaban los "revolucionarios profesionales" y los futuros cuadros dirigentes del movimiento comunista internacional. Años más tarde, tras su experiencia en la URSS, definiría polémicamente este instituto como "una fábrica de estalinistas y burócratas". En 1934 presentó una solicitud de admisión en el Pcus, superando el examen de admisión de la Comisión de Control del Comité Central con cierto éxito, sin embargo, no fue admitida debido al clima de endurecimiento en el partido tras el asesinato de Sergei Kirov, alto funcionario y secretario soviético en la región de Leningrado.
Contratada como redactora política en Glavlit, la oficina gubernamental encargada de censurar a la prensa extranjera, puso en práctica sus conocimientos de francés, inglés y alemán. Durante esta experiencia, pudo constatar toda una serie de tratamientos preferenciales concedidos a categorías productivas y sociales: desde el acceso facilitado a los bienes de consumo (tarjetas, tiendas reservadas a los exiliados políticos) hasta los servicios (vivienda, restauración, sanatorios). Estos beneficios son un reflejo de la planificación económica soviética, ya que la convergencia de recursos en sectores considerados estratégicos para el desarrollo del país implicaba a toda la sociedad, incluidos sobre todo los trabajadores: los años 30 en la URSS fueron, de hecho, los del gigantesco esfuerzo colectivo hacia la industrialización.
Durante las Grandes Purgas de 1936-1938 fue testigo de los juicios inquisitoriales y de la oleada de detenciones que atravesaron todos los órganos del Pcus, en un clima palpable de inquietud y recelo mutuo, de delación también dictada por motivos oportunistas y arribistas que agravaron la situación: muchas carreras relámpago se basaban de hecho en una movilidad social ascendente debido a la vasta purga de cuadros dirigentes y puestos vacantes. En 1937, en el apogeo de las purgas, fue despedida de Glavlit junto con sus compañeros emigrados políticos a raíz de las detenciones e interrogatorios, que afectaron especialmente al componente extranjero, visto por las autoridades como una potencial quinta columna de espionaje. En agosto de 1940 fue detenida por el Nkvd e interrogada bajo la acusación de haber sido la amante de un antiguo miembro de la escuela leninista tachado de traidor al partido por haberse pasado al enemigo, siendo inmediatamente puesta en libertad con el encargo de informadora, papel que en el futuro siempre negará haber desempeñado realmente en detrimento de sus compañeros y haber aceptado este papel por puro instinto de supervivencia.
Pronto volvió a trabajar, inicialmente como mecanógrafa en la sección italiana de Radio Mosca, traduciendo comunicados y colaborando en la emisión de boletines de guerra durante el conflicto. Con el estallido de la Guerra en el Frente Oriental y el comienzo del sitio de Moscú en octubre de 1941, fue testigo de la evacuación general de civiles, instituciones gubernamentales e instalaciones de producción a los Urales, siguiendo el traslado temporal del sector de radiopropaganda a Sverdlovsk durante unos meses, para luego regresar a Moscú en febrero de 1942.
En 1946 regresó a Italia junto con otros muchos exiliados, encontrando trabajo en la redacción turinesa de Unità. El clima político en el seno del Pci había cambiado profundamente, al igual que la sociedad italiana: con la victoria soviética sobre el nazi-fascismo y el culto a Stalin en su apogeo, se enfrentaba a una progresiva marginación por sus críticas a la URSS, constatando también cómo el constante aumento de afiliados no iba parejo a la calidad de la formación y del trabajo político de los militantes, denunciando el oportunismo de algunos dirigentes movidos más por objetivos arribistas que por convicciones ideológicas.  
En 1956, con ocasión del XX Congreso del Pcus y con la apertura del proceso de revisionismo por parte de Chruščëv, en un clima de consternación general en el movimiento comunista internacional, acogió favorablemente la crítica y la negación de las líneas seguidas por el partido durante el secretariado de Stalin. En 1957, tras el estallido de la Revolución Húngara de 1956 en octubre del año anterior, decidió abandonar el partido debido a sus posiciones contrarias a la línea oficial, oponiéndose a la intervención militar de los ejércitos soviéticos y defendiendo a Imre Nagy, principal exponente del ala reformista del Partido Comunista Húngaro, acusado de deserción y traición por Moscú.
En los años sesenta y setenta, ya anciana, mantuvo un perfil político desvinculado de la dinámica del partido, dedicándose más a las luchas por la emancipación de la mujer y a los movimientos emergentes. Durante los años de su retiro de la política partidista, decidió poner por escrito sus experiencias adquiridas a lo largo de su vida dedicada al servicio de la causa comunista: desde su participación en mítines socialistas contra la guerra hasta sus primeras conferencias organizadas por la Comintern, pasando por su persecución por el régimen fascista y su encarcelamiento. En el libro Il grande gelo, describe su experiencia como emigrante política en la Unión Soviética de una forma más novelada: atravesando los años más duros de la sociedad soviética, se enfrenta al clima de tensión y a la caza del enemigo interno. En 1978 consigue que se publique su libro autobiográfico, aunque con algunas dificultades debidas tanto a su pasado comunista como a su heterodoxia, Un nocciolo di verità, encontrando la inspiración para el título en una frase que Gramsci le dirigió una vez en tono semiserio: En lo que digo sólo hay un núcleo de verdad. Depende de la inteligencia de mi interlocutor distinguir lo verdadero de lo falso.
En 1983, al conceder su última entrevista, expresa todas sus consideraciones sobre el "mito de la patria del socialismo real", criticando no sólo el secretariado de Stalin y las contradicciones políticas presentes en la sociedad soviética, sino también llegando a criticar la conducción general de la lucha política por el poder en el proceso revolucionario, repudiando la concepción leninista del partido y cuestionando de hecho su organicidad respecto al Estado obrero. Pasó los últimos años de su vida en un modesto piso de Turín, muriendo en febrero de 1984.

## Obras principales
- Il grande gelo (sei racconti autobiografici), Edizioni dell'Albero, Torino, 1967
- Un nocciolo di verità [a cura di Rachele Farina], Edizioni La Pietra, Milano, 1978, ASIN: B0000E9WKG